# Rhaphuma externesignata
Rhaphuma externesignata là một loài bọ cánh cứng trong họ Cerambycidae.